# ألبانيا الفينيسية

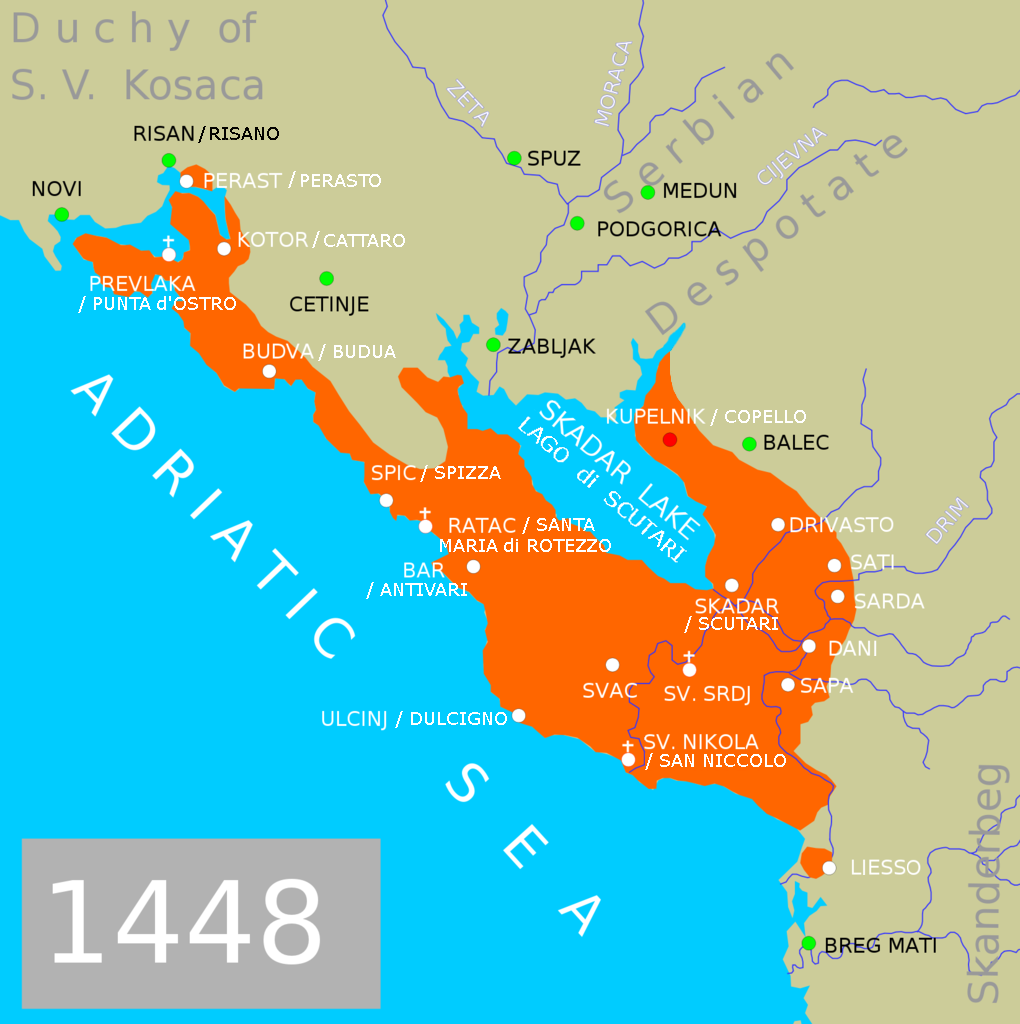
أراضي البندقية في شمال ألبانيا وجنوب الجبل الأسود عام 1448

يُعد مصطلح ألبانيا الفينيسية (أو ألبانيا البندقيّة) التسمية الرسمية للعديد من مستعمرات جمهورية البندقية في جنوب شرق البحر الأدرياتيكي، وتشمل المناطق الساحلية في شمال ألبانيا الحديث وجنوب الجبل الأسود. حدثت العديد من التغييرات الإقليمية الرئيسية في ظل الحكم الفينيسي في تلك المناطق، بدءًا من عام 1392 وحتى عام 1797. فُقدت المستعمرات الرئيسية في شمال ألبانيا بسبب توسع الدولة العثمانية بحلول نهاية القرن الخامس عشر. لم يرغب الفينيسيون في التخلي عن مطالباتهم الرسمية بالساحل الألباني على الرغم من ذلك، واستمر استعمال مصطلح ألبانيا الفينيسية بشكل رسمي للإشارة إلى المستعمرات الفينيسية المتبقية في المناطق الساحلية من الجبل الأسود المتمحورة حول خليج كوتور. ظلت هذه المناطق تحت الحكم الفينيسي حتى سقوط جمهورية البندقية في عام 1797. نُقلت المنطقة إلى ملكية هابسبورغ بموجب معاهدة كامبو فورميو.

## جغرافيًا
أطلقت البندقية مصطلح «ألبانيا الفينيسية» على مستعمرتها الأولية التي امتدت من الحدود الجنوبية لجمهورية راغوزا وصولًا إلى دراس في ساحل ألبانيا. لم تمتد هذه المستعمرات بشكل عام أكثر من 20 كيلومترًا (12 ميلًا) بعد البحر الأدرياتيكي. فُقدت الأراضي التي تشكل اليوم ألبانيا خلال الفترة الممتدة بين غزو إشقودرة في عام 1478وعام 1571. انتقل الحد الجنوبي للمستعمرة بعد عام 1573 إلى قرية كوفين (التي تعني الحدود باللغة الألبانية) بالقرب من بودفا، وذلك بسبب الغزوات العثمانية لأنتيفاري (بار) ودولسينيو (أولسيني) وسكوتاري (إشقودرة) ودوريس. تمركز إقليم البندقية منذ ذلك الحين على خليج كوتور، وشملت المستعمرة كل من مدينة كوتور، وريزان، وبراست، وتيفات، وهيرسيغ نوفي، وبودفا، وسوتومور.
وسعت جمهورية البندقية أراضيها جنوبًا باتجاه جمهورية راغوزا بين عامي 1718 و1797، مع الحفاظ على مقاطعتي كاتارو (كوتور) وبودوا (بودفا).

## نبذة تاريخية
سيطر الفينيسيون بشكل متقطع على القرى الدلماتية الجنوبية الصغيرة نحو القرن العاشر، لكنهم لم يتحكموا بها بشكل دائم حتى عام 1420. دمج الفينيسيون اللغة الدلماتية مع اللغة البندقية (الفينيسية) بسرعة. استمر وجود الأراضي الفينيسية المتمركزة حول كوتور منذ عام 1420 وحتى عام 1797، وسُميت بألبانيا الفينيسية، والتي كانت عبارة عن مقاطعة من جمهورية البندقية.
شملت الأراضي الواقعة تحت سيطرة البندقية خلال السنوات الأولى من عصر النهضة مناطقًا من الساحل الحديث للجبل الأسود وصولًا إلى شمال ألبانيا حتى دراس؛ احتفظت البندقية بهذه المدينة بعد أن حاصرها السلطان العثماني محمد الفاتح في عام 1466، لكنها سقطت في أيدي القوات العثمانية في عام 1501.
كانت ألبانيا الفينيسية غنيةً نسبيًا في ذلك الوقت، وتمتعت المنطقة المحيطة بمدينة كوتور بتطور ثقافي وفني هائل.
ازداد عدد السكان المسيحيين السلاف في دالماسيا بشكل كبير بعد بدء الدولة العثمانية في غزو البلقان في القرن الخامس عشر. وفقًا لأوسكار راندي، أصبح السكان الناطقون بالرومانسية (اللغات المتطورة عن اللاتينية) في ألبانيا الفينيسية التاريخية أقليةً بحلول نهاية القرن السابع عشر كنتيجة لذلك.
أصبحت منطقة ألبانيا الفينيسية جزءًا من الإمبراطورية النمساوية بموجب معاهدة كامبو فورميو بعد احتلال الجمهورية الفرنسية الأولى لجمهورية البندقية، ثم أصبحت جزءًا من مملكة إيطاليا النابوليونية بعد صلح برسبورغ، ومن ثم ضُمت إلى الأقاليم الإيليرية الفرنسية بموجب معاهدة شوينبرون. أُعيد ضمها إلى الإمبراطورية النمساوية في عام 1814.